# Hagelberg
Hagelberg bezeichnet einen Berg und ein Dorf im Naturpark Hoher Fläming in Brandenburg. Das Dorf Hagelberg ist ein Ortsteil der Kreisstadt Bad Belzig im Landkreis Potsdam-Mittelmark.
Der Hagelberg liegt innerhalb der Gemarkung des Ortes und ist mit 200,3 m ü. NHN die höchste Erhebung des Fläming und der zweithöchste Berg Brandenburgs. Entgegen der weit verbreiteten Meinung und wie auch noch vor Ort auf Informationstafeln ausgewiesen, der Fläming mit dem Hagelberg sei das höchste Gebiet Brandenburgs, wird dieser vom Kutschenberg, der im Landkreis Oberspreewald-Lausitz nur 5 Meter von der Grenze zu Sachsen entfernt liegt, knapp übertroffen.
Bekannt sind Ort und Berg vor allem durch die so genannte Kolbenschlacht von 1813 in den Befreiungskriegen, in der preußische Soldaten und die neugeschaffene Landwehr sowie russische Kosaken im Vorfeld der Völkerschlacht bei Leipzig ein französisches Korps von 10.000 Soldaten bis auf 3.000 Mann vernichteten. Zwei Denkmäler und eine Vielzahl von Informationstafeln erinnern an dieses Gefecht.
Zum Dorf gehört das ehemalige Vorwerk Klein Glien, das rund einen Kilometer südlich liegt. Hagelberg ist traditionell landwirtschaftlich orientiert. Durch die historischen Stätten und die naturräumliche Einbindung in die Landschaft des Naturparks Hoher Fläming gewinnt der Tourismus zunehmend an Bedeutung. Insgesamt hat Hagelberg (inklusive Klein Glien) auf einer Fläche von 14 km² 160 Einwohner (Stand 13. November 2023).

## Lage und Verkehrsraum
Hagelberg ist lediglich über zwei kleine Landstraßen zu erreichen. Die eine Straße führt vom zwei Kilometer entfernten westlichen Nachbardorf, dem Wiesenburger Ortsteil Schmerwitz, hoch nach Hagelberg und endet dort. Die zweite Straße kommt aus dem Vorwerk Klein Glien beziehungsweise aus Borne und verläuft von Hagelberg über den Spitzberg weiter nach Norden zum Dorf Lübnitz, das nach zwei Kilometern folgt und an der Verbindungsstraße Bad Belzig – Görzke liegt. In Klein Glien besteht Anschluss an die Bundesstraße 246. Direkter Nachbar im Osten ist die Stadt Bad Belzig selbst, die nur durch den Europäischen Fernwanderweg E11 direkt mit Hagelberg verbunden ist. Der rund vier Kilometer lange Weg führt über den Hüttenberg durch den Belziger Busch zur Kreisstadt. Eine Eisenbahnanbindung existiert nicht, allerdings ist Hagelberg an das Busnetz der TVG Belzig angeschlossen.

## Der Hagelberg

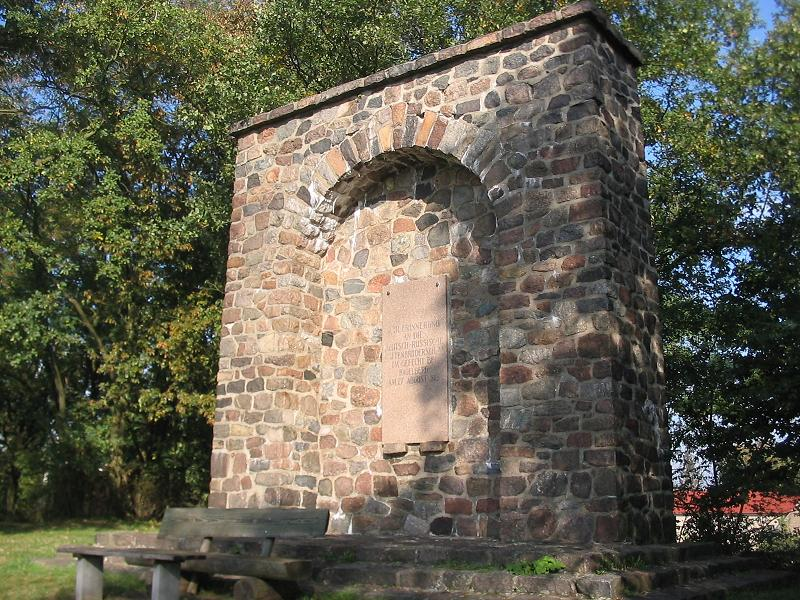
Neues Denkmal von 1955

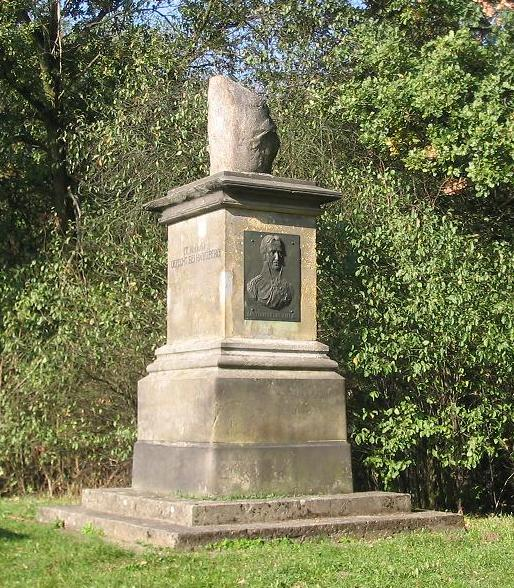
Altes Denkmal von 1849

Auf dem Berg, für den sich gelegentlich die Falschschreibung Hagelsberg findet, und in seiner Umgebung gibt es drei herausgehobene Sehenswürdigkeiten/Kulturstätten an jeweils unterschiedlichen Plätzen:
- die Bergspitze mit freiem Panoramablick über die Fläminghöhen nach Süden und Westen und mit einer ausführlichen Informationstafel zur Schlacht bei Hagelberg
- das alte Hagelbergdenkmal von 1849
- das neue Hagelbergdenkmal von 1955

### Höhe und Denkmäler
Der Hagelberg galt lange als höchster Berg Brandenburgs. Bei neuen Vermessungen im Jahr 2000 musste, wenn auch äußerst knapp, die Reihenfolge zugunsten der Berge in der Lausitz: Heidehöhe (201,40 Meter) und Kutschenberg (201 Meter) geändert werden. Das Schild mit der Aufschrift Hagelberg – höchste Erhebung im Land Brandenburg wurde daraufhin von seinem Gipfel entfernt. Zwar enthält das neue Gipfelkreuz aus dem Jahr 2006 die Inschrift „201 Meter“ und damit die gleiche Höhe wie der Kutschenberg, die exakte Messung von 200,3 m ü. NHN weist dem Fläminggipfel jedoch den dritten Höhenplatz zu.
Die Bergspitze mit dem Gipfelkreuz, einem Gipfelbuch und einer großen Informationstafel zur Schlacht liegt am Ortseingang aus Richtung Klein Glien auf der Westseite gleich neben der Straße, während sich das neue Hagelberg-Denkmal aus dem Jahr 1955 gegenüber auf der Ostseite der Landstraße befindet. Die Hilfe der Kosaken in der historischen Schlacht bot der DDR-Führung einen willkommenen Anlass, die Waffenbrüderschaft mit dem großen Bruder Sowjetunion in diesem zweiten Denkmal zu bekräftigen; die Inschrift lautet: Zur Erinnerung an die deutsch-russische Waffenbrüderschaft im Gefecht bei Hagelberg am 27. August 1813.

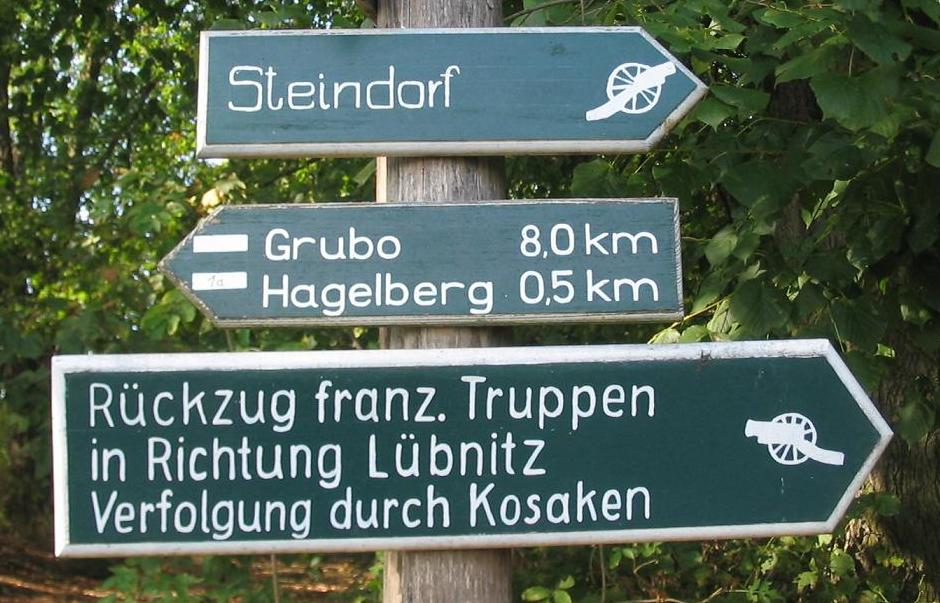
Eins der vielen Hinweisschilder zu der Schlacht bei Hagelberg

Das alte, heute stark veränderte Hagelbergdenkmal des Bildhauers August Julius Streichenberg, das König Friedrich Wilhelm IV. 1849 eingeweiht hatte, zeigt auf einer von dem Berliner Bildhauer Martin Meyer-Pyritz geschaffenen zentralen Bronzeplatte das Konterfei des preußischen Generals Karl Friedrich von Hirschfeld, der in der Schlacht 3000 preußische Soldaten und die anfangs vielbelächelte märkische Landwehr (Napoleon: Canaille) mit 8500 Mann befehligt hatte. Die Südseite trägt die zweizeilige Inschrift 27. August | Gefecht bei Hagelberg und der auf dem Monument thronende Findling (anstelle der dort ursprünglich befindlichen Borussia) die Gravur der Jahreszahl 1813. Das alte Denkmal folgt nach rund siebenhundert Metern auf der Westseite der Landstraße Richtung Lübnitz auf einem Nebenhügel. Daneben finden sich über die Hügel und das Dorf verstreut verschiedene Wegweiser und Hinweisschilder auf Einzelaspekte der Schlacht wie beispielsweise Rückzug franz. Truppen in Richtung Lübnitz, Verfolgung durch Kosaken oder Schlacht von 1813, Friedhofsmauer und 8500 Landwehrmänner (meistens Bauern) griffen von hier aus am 27.8.1813, 14.00 Uhr an.

### Bildung in der Saaleeiszeit – Überprägung in der Weichseleiszeit

Die Lage des Hagelberges im Fläming

Den Höhenzug des Fläming türmten vor rund 150.000 Jahren die Gletscher der vorletzten Eiszeit, der Saaleeiszeit, auf. Der Hagelberg ist Teil einer markanten Endmoränen-Staffel, die in Ost-West-Richtung über den Fläming verläuft. Sie markiert die Grenze der Südausdehnung der Gletscher in der jüngeren Vorstoßphase der Saaleeiszeit (Warthe-Stadium). Weiterhin ist der Hagelberg die höchste Erhebung des Südlichen Landrückens in Deutschland; lediglich die Fortsetzung östlich der Neiße in Polen erreicht etwas größere Höhen.
Die letzte Inlandvereisung während der Weichseleiszeit vor rund 21.000 Jahren hingegen dehnte sich nur noch bis zum Nordrand des Fläming beziehungsweise bis zum vorgelagerten Baruther Urstromtal aus. Da der Fläming samt Hagelberg eisfrei blieb, bildeten sich unter den kaltklimatischen Bedingungen einer Frostschutttundra typische periglaziale Erscheinungen wie Trockentäler (Rummeln) und Windkanter, die in der Umgebung des Hagelberges sehr häufig zu finden sind.
Die Tätigkeit der Schmelzwässer im Baruther Urstromtal, dem südlichsten und ältesten der drei großen weichselzeitlichen Urstromtäler in Brandenburg, erodierte an einigen Stellen, wie am Südrand der Belziger Landschaftswiesen, stark am Flämingnordhang und schnitt bis zu 60 Meter aufragende Geländestufen heraus. Gehören die benachbarten Niederungen innerhalb des Urstromtals also bereits zum Jungmoränenland der Weichsel-Eiszeit, zählen der Hohe Fläming und der Hagelberg noch zur Altmoränenlandschaft der Saaleeiszeit.
Die hin und wieder vertretene These, der Fläming sei tektonisch angelegt und eher ein Bruchschollengebirge mit variszischem Kern, kann auf Grund von Tiefbohrungen als widerlegt gelten. Die Schichten der Kreide und des Tertiärs befinden sich sowohl unter dem Fläming als auch in seinem unmittelbaren Umland in gleicher Höhenlage und sind damit ungestört.

## Etymologie – Chabua, Habicht, Hagel und Lehm

### Berg und Ort Hagelberg
Das slawische Wort Chabua, aus dem sich der heutige Name Hagelberg gebildet hat, bezeichnete ursprünglich nicht die höchste Erhebung des Höhenzugs, sondern den Hohen Fläming insgesamt, zumindest den Fläming im Bereich um den Hagelberg. In dem ersten überlieferten schriftlichen Vermerk, einer Urkunde aus dem Jahr 1009, findet sich die Wendung cum … Chabua montibus. Die Rede ist also von Bergen. Für Reinhard E. Fischer ist der Name zweifelsfrei aus dem slawischen Chabov [… abzuleiten und …] bezeichnet Berge, die mit Gestrüpp bewachsen sind, vgl. polnisch chabie ‚Gestrüpp‘, chabina ‚Rute‘. Das Dorf Hagelberg erhielt seinen Namen nach dem Berg.

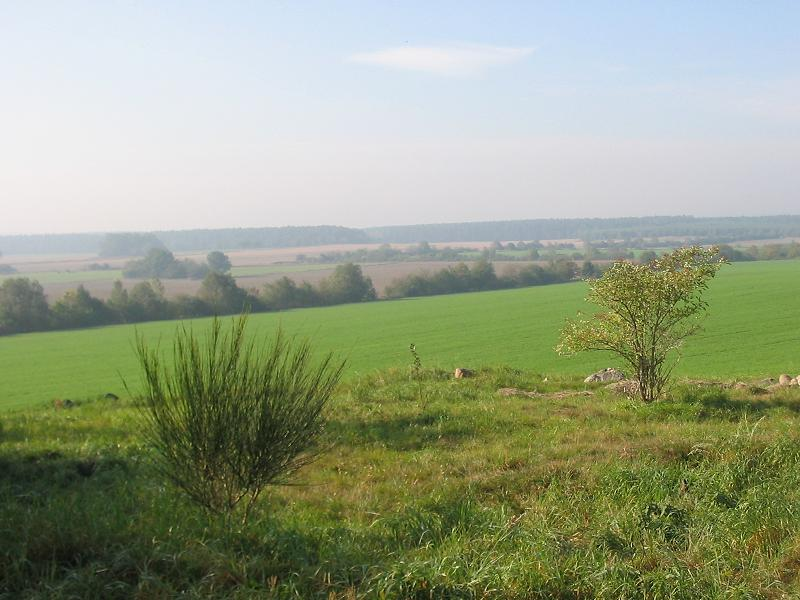
Blick vom Berg über den Fläming

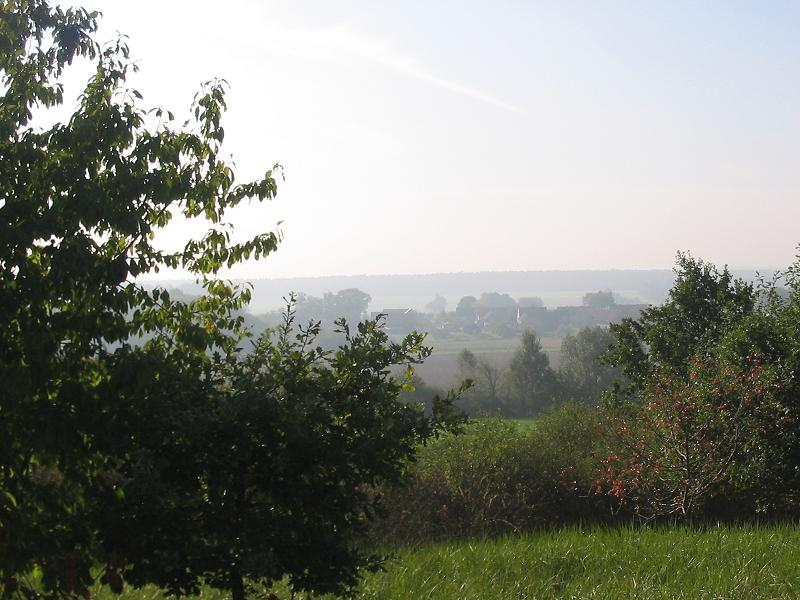
Blick im Oktobernebel nach Klein Glien

Die Siedler aus dem deutschsprachigen und flämischen Raum, die im Zuge des Landesausbaus im 12. Jahrhundert in den Fläming kamen, formten die slawischen Bezeichnungen in ihnen bekannte Wörter um. Das unbekannte Wort Chabua stellten sie zum Vogelnamen Habicht (mittelniederdeutsch havek), das später wiederum zu Hagel gestellt wurde.
Als in Folge der mundartlichen Entwicklung der Konsonant v aus dem ursprünglichen Wortstamm havek weggefallen war, lautete die Mundartform des Namens etwa wie Halbärch oder Haalbärch. Er wurde gleichlautend ausgesprochen wie der Name der Stadt Havelberg, weil derselbe Lautwandel eine Aussprache des Flussnamens Havel als haal(e) ergab. Aufgrund dieser lautlichen Übereinstimmung setzten die seinerzeit sächsischen Ämter – mit hochdeutscher und nicht niederdeutscher Muttersprache – bei der Schreibung des Namens ein g ein. Damit wurde in der amtlichen Namensform hyperkorrekt eine klare Abgrenzung getroffen, und mit Hochdeutsch Hagel gab es wieder einen bekannten Begriff, der zudem im Niederdeutschen als Haal gesprochen wurde. Einen inhaltlichen Bezug vom Hagel zum Hagelberg gibt es nicht.
Nach der slawischen Bergbezeichnung Chabua von 1009 sind folgende Ortsnamen überliefert: 1385 czu hauesberge, 1419/20 hauelsberg, 1669 Hagelsberg, 1802 Hagelberg.

### Vorwerk Klein Glien
Die slawische Ortsbezeichnung Glien kommt in Brandenburg und Mecklenburg-Vorpommern mehrfach vor und bedeutet einen Ort, an dem es Lehm gibt. Ostnordöstlich von Wiesenburg und südlich von Hagelberg sind das ehemalige Groß Glien und Klein Glien erstmals 1388 schriftlich bezeugt: czum grossen Glyn und czum lutkin Glyn. Nicht geklärt ist, welches der beiden Glyns die ursprüngliche slawische Siedlung war. Beide Dörfer lagen spätestens in der Zeit der Hussitenkriege wüst, Groß Glien 1419/1420, und Klein Glien 1426/1427. Für Groß Glien ist für 1554/1574 die Errichtung einer Schäferei (1592 ein Schäfferey) verzeichnet und anschließend ein Vorwerk, das 1931 abgetragen wurde. Da Groß Glien seit dieser Zeit nicht mehr besteht, ist der unterscheidende Zusatz Klein für das noch heute bestehende Klein Glien überflüssig, wird dem Namen in der Regel aber weiterhin zugesetzt.
Für Klein Glien verzeichnen die Quellen 1542 ein Vorwerk, das später um weitere Gebäude ergänzt wurde. 1595 gibt es einen Eintrag Lüttichen Glien und 1954 ist Glien als Ortsteil von Hagelberg vermerkt. Die Mundartform gibt Reinhard E. Fischer mit Kleen Jlien an.

## Die beiden Dörfer heute
Seit 1900 haben beide Dörfer eine Abwanderung von rund 100 Einwohnern zu verzeichnen. Liegt die heutige Zahl bei 160 Einwohnern, waren es 1900 noch insgesamt 270 mit folgender Verteilung: Hagelberg 41, Gutsbezirk Hagelberg 115, Klein Glien 32, Gutsbezirk Klein Glien 82.

### Hagelberg

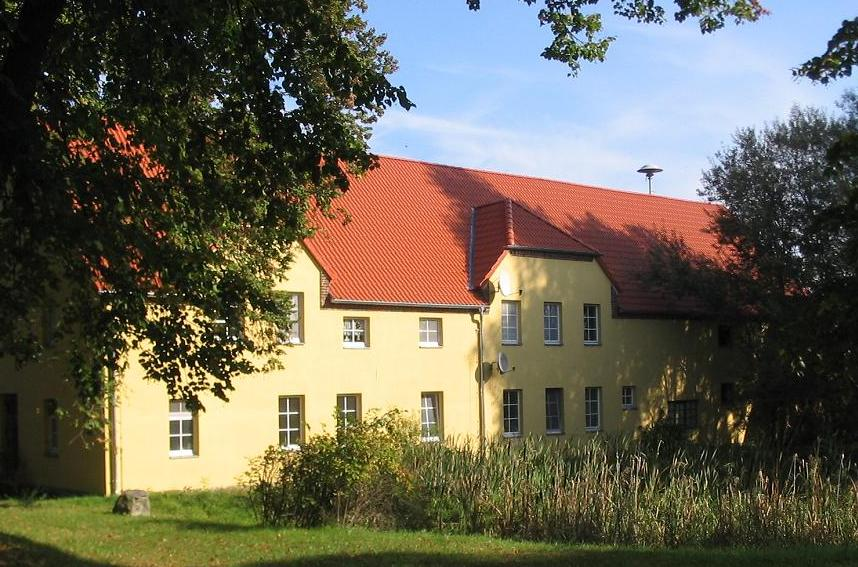
Gutshaus Hagelberg

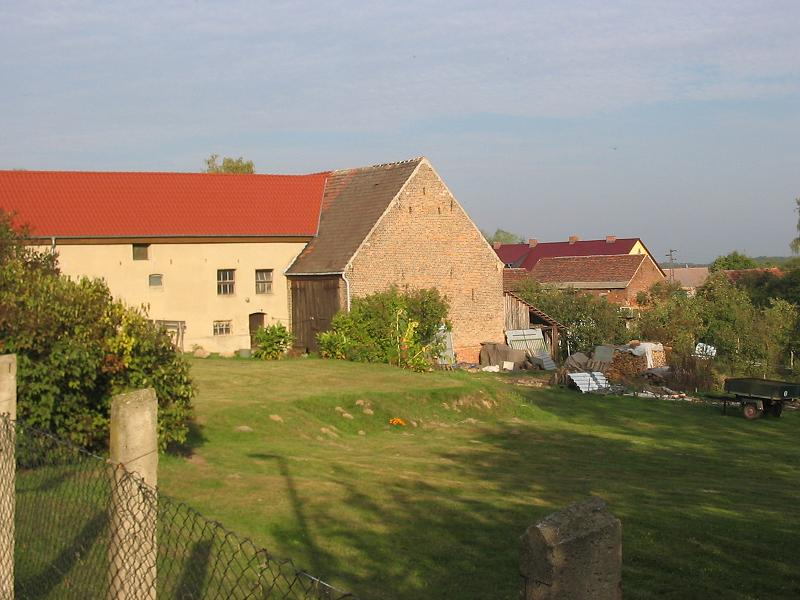
Hof in Hagelberg

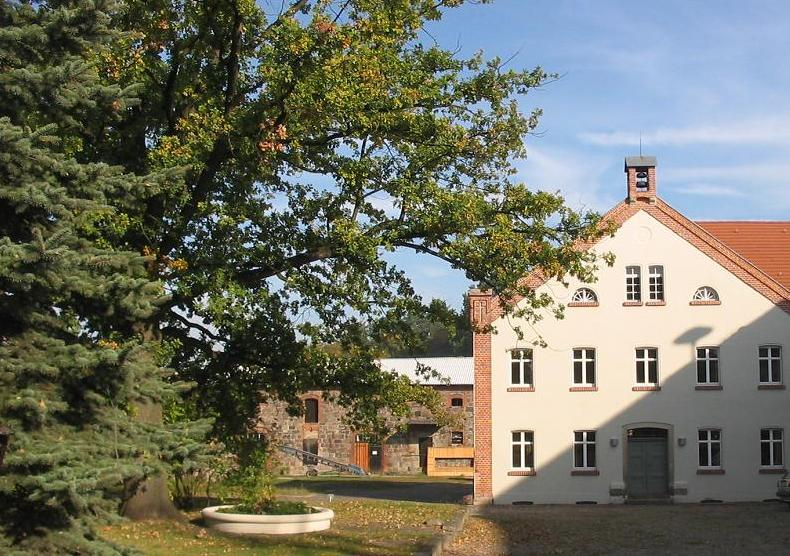
Gutshof Klein Glien

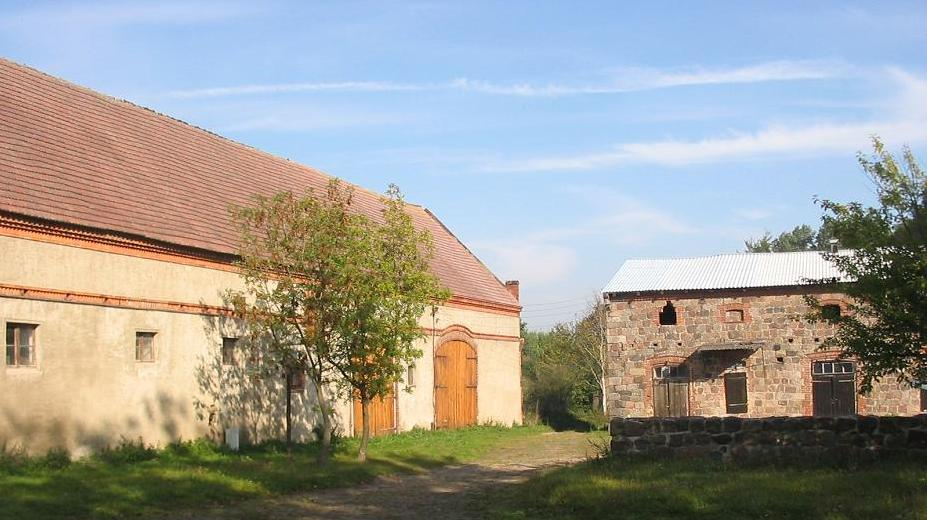
Gutshof Klein Glien

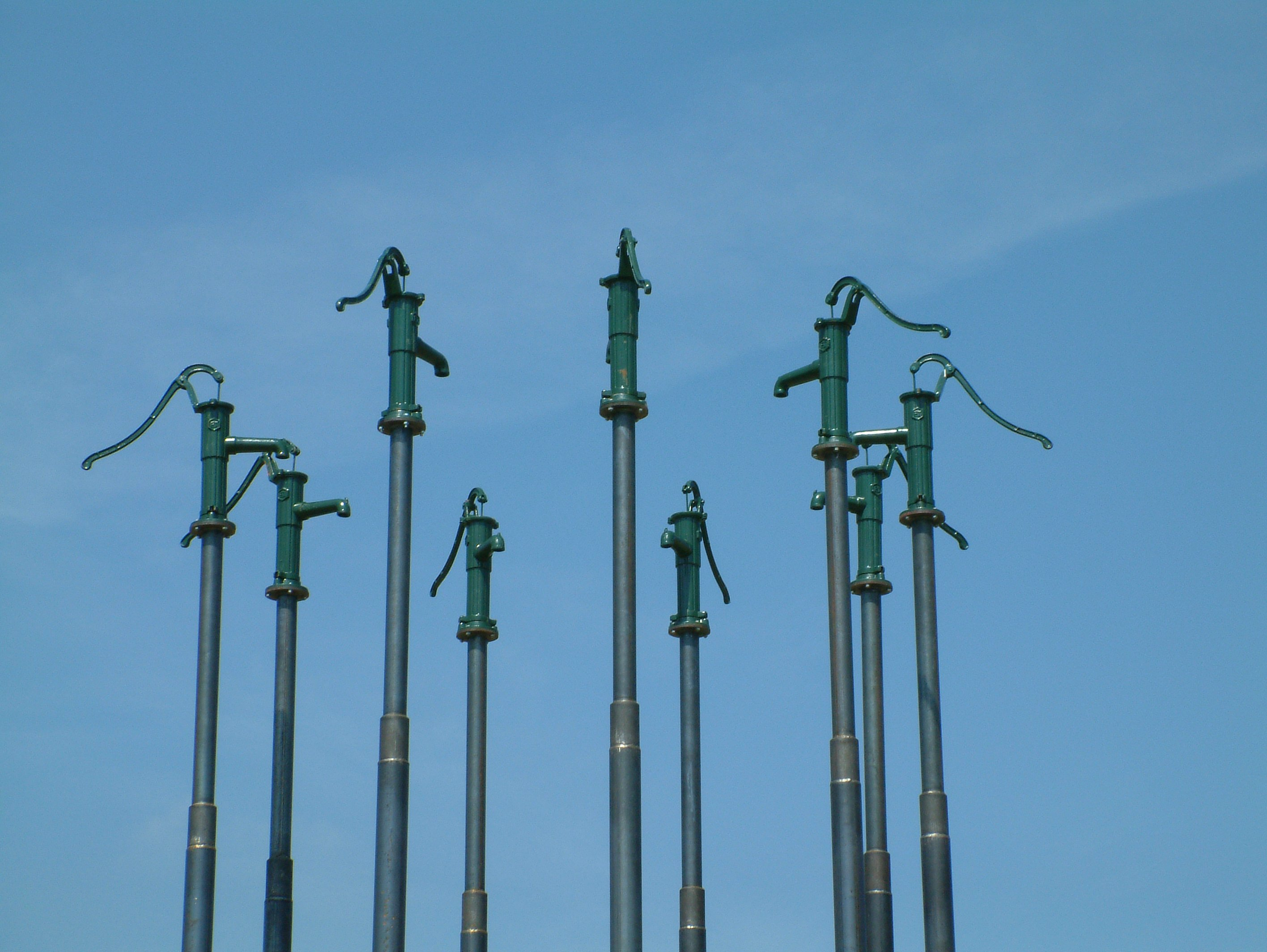
„Wasserfall für den Fläming“ von Wolfgang Buntrock und Frank Schulze

Wie aus den Einwohnerzahlen von 1900 ablesbar ist, bestimmten die Güter und ihre Landwirtschaft das Wirtschaftsleben der Dörfer. Neben dem sanften Tourismus (siehe Abschnitt „Wirtschaftsfaktor Sanfter Tourismus“ unten) stellt die Landwirtschaft noch heute einen bedeutenden Wirtschaftsfaktor dar.
Das ehemalige Gut Hagelberg stellt einen markanten Punkt im Ort dar. Idyllisch am Dorfteich gelegen zieren große alte Linden die Einfahrt.
Bemerkenswert ist, dass es in Hagelberg kein Kirchengebäude gab und auch heute nicht gibt. Gottesdienste wurden früher wohl in einem der zum Gut gehörigen Gebäude (siehe Bild) abgehalten. Seit 2023 beherbergt das Gebäude Wohnraum. Das Gutshaus selbst ist unsaniert. Das gesamte Gut befindet sich in privatem Besitz.
Zur Geschichte des Gutes Hagelberg seit 1990 ist folgendes bekannt: Das Gut wurde von 1991 bis 1999 von Synanon, einem Verein zur Drogenselbsthilfe, im Rahmen seiner Synanon Gut Schmerwitz GmbH bewirtschaftet. Synanon hatte seit 1991 insbesondere das weitläufige und benachbarte Landgut Schmerwitz wiederaufgebaut. Im Jahre 2000 wurde aufgrund finanzieller Problem der Standort Schmerwitz aufgegeben und das Landgut Schmerwitz verkauft. Synanon ist heute nur noch in Berlin vertreten. Aus dem großen Synanon-Projekt mit 1.000 Betten ist als Nachfolger in Schmerwitz eine kleinere Sucht-Selbsthilfegemeinschaft mit rund 30 Betten, der Scarabäus Hoher Fläming e. V., hervorgegangen.
Die Ländereien des Gutes Schmerwitz ziehen sich bis nach Hagelberg und selbst ein Teil der Hagelbergkuppe gehört dazu, ist aber von der Nutzung ausgespart. In Hagelberg sanierte Synanon in den 1990er-Jahren unter anderem den Gutshof und den ehemals gülleverseuchten Teich. Ferner errichtete der Verein einen großen, modernen Kuhstall, welcher bis Ender der 2010er Jahre von der „Gut Hagelberg GmbH & Co. KG“ bewirtschaftet wurde.

### Klein Glien
Diese ehemalige Patronatskirche des Gutshofs bildet heute die Gemeindekirche. Hier zeichnet unter anderem der Arbeits- und Ausbildungsförderungsverein Belzig e. V. für die Restaurierung des alten Gutshofs verantwortlich, aus dem ein modernes Tagungshotel mit Restaurant, Hofladen und Kreativwerkstatt (Web-, Töpferkurse) entstanden ist. Seit 1993 stehen Gutshof, Wirtschaftshof und Stall der Anlage unter Denkmalschutz. Im Gegensatz zum Ort entfällt bei dem Gutshof Glien der Zusatz Klein.
Anfang des 19. Jahrhunderts lebten in Klein Glien 138 Seelen. Dies sind beide juristisch voneinander unabhängigen Ortsbereiche zusammengenommen, denn das Gut war ein eigenständiger Ort. Nach dem Ortschafts-Verzeichnis des Regierungsbezirkes Potsdam hatte vor Jahr 1818, fünf Jahre nach der Schlacht am Hagelberg, Levin von von Tschirschky (1793–1856) das Gut Glien übernommen, das Wohnhaus gebaut und 1823 bezogen. Tschirschky ließ um das Gut eine englische Parkanlage errichten, die heute nach altem Vorbild wiederhergestellt ist. Seine weiteren Verschönerungen am Gut, im Dorf, an Wegen und Alleen brachten Klein Glien in dieser Zeit den Ruf einer der angenehmsten Ortschaften der Gegend ein. Tschirschky, Geheimer Regierungsrat, und seine Familie muss für ein Jahrhundert erheblichen Einfluss in der Region gewonnen haben, denn als Landrat im Kreis Zauch-Belzig, wie er selbst, sind nach ihm unter anderem verzeichnet: 1828 Heinrich Friedrich Levin von Tschirschky und Bögendorff, 1852 Heinrich Otto Levin von Tschirschky und Bögendorff (1822–1881). Er ist auch 1879 im zu jener Zeit erstmals amtlich publizierten Generaladressbuch der Rittergutsbesitzer des Königreiches Preußen erwähnt, hier als Rittmeister a. D. und Besitzer von 1517 ha Land. Des Weiteren war er einer der vielen Vertreter der Familie, welche im Johanniterorden aktiv wurden. Als nächster Landrat aus Glien folgt dann 1898 Bernhard von Tschirschky und Bögendorff (1862–1930). Zuvor war noch dessen älterer Bruder Walter (1860–1924) Eigentümer der 1800 ha des Gutes und somit auch gut aufgestellter Fideikommissherr auf Glien, zugleich Ritter des Johanniterordens. Er war ebenso königlich preußischer Rittmeister. Der letzte Besitzer des Gutshofs Glien aus der Familie Tschirschky, Dr. Fritz von Tschirschky und Boegendorf, der 1903 geborene Sohn des Zuletztgenannten, machte sein Abitur, wie seine Vorfahren, auf der Ritterakademie Brandenburg, lernte dann Forst bei der Fürstlichen Verwaltung Bismarck-Sachsenwald, und schrieb 1929 seine Doktorarbeit über die Thematik Das Recht der Waldgutstiftung. Im eigenen Wald wurde in kleinen Passagen unter anderem auf Douglasie gesetzt. Er heiratete 1931 Renate Baltzer, das Ehepaar hatte fünf Kinder. Tschirschky-Glien fiel im September 1941 als Oberleutnant d. R. im Zweiten Weltkrieg in der Sowjetunion. Vor der großen Wirtschaftskrise, die Industrie und Landwirtschaft zugleich traf, umfasste die offiziell als Landrat Bernhard von Tschirschky’sche Waldgutstiftung Glien bezeichnete Begüterung eine Größe von 1856 ha, davon 1609 ha Forst. Andere Forstwirte nannten es Schutzforst, als Nachfolge der genannten Familienfideikommisse. Jahre später kam das Kriegsende und die Bodenreform. Die Tschirschky`en Nachfahren leben heute unter anderem in Deutschland, in Südafrika und in den USA.
Am 1. Juli 1950 wurde die bis dahin eigenständige Gemeinde Klein Glien (damalige Schreibweise) eingemeindet.

### Wirtschaftsfaktor Sanfter Tourismus

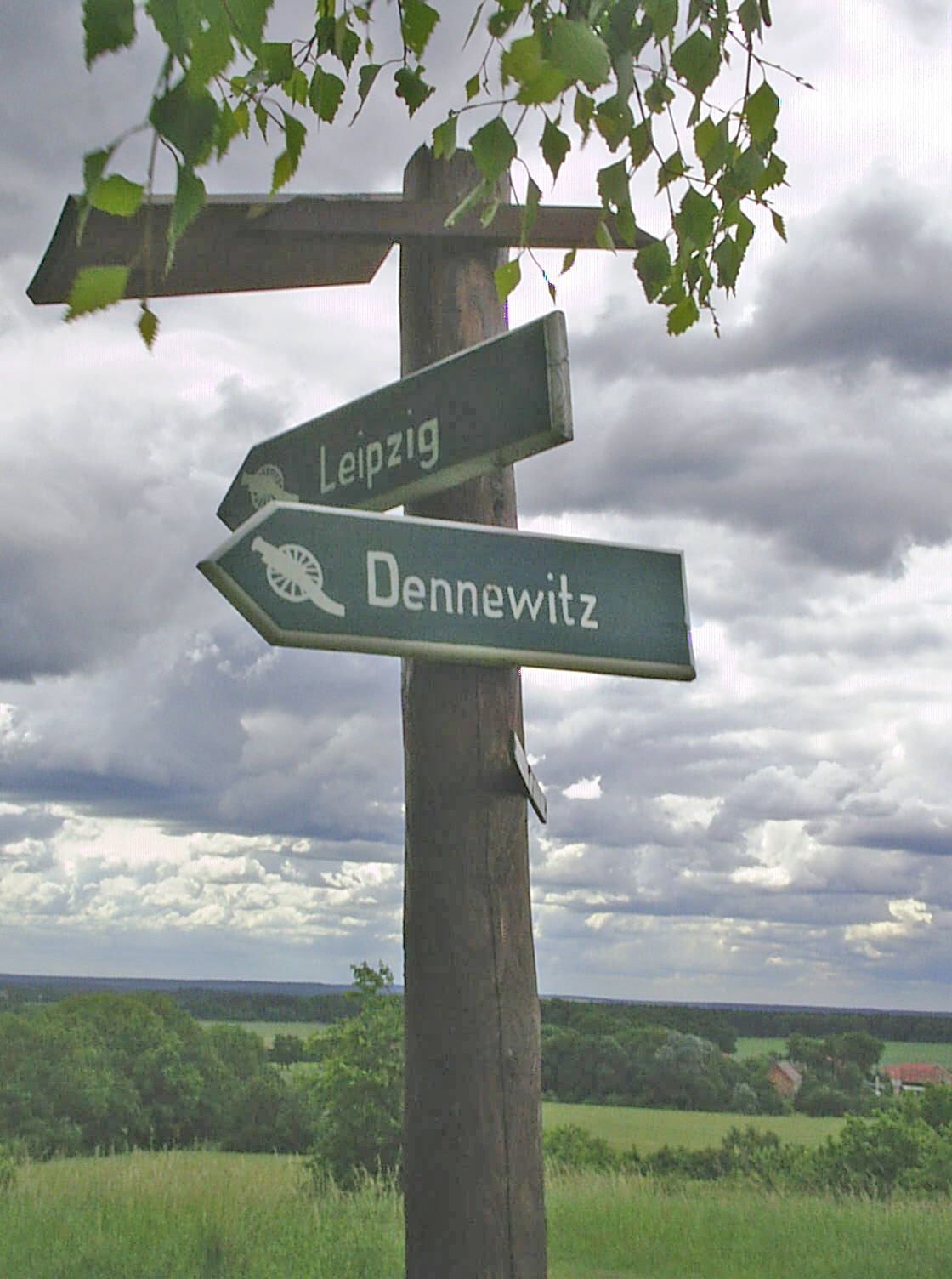
Blick vom Hagelberg nach Südosten. Im Vordergrund Wegweiser zu anderen Schlachtfeldern von 1813

Der sanfte Tourismus entwickelt sich im Hohen Fläming zu einem immer bedeutenderen Wirtschaftsfaktor. Mit einer sehr dünnen Siedlungsdichte stellt der Naturpark ein Paradies für „Stillesucher“ dar, deren Bedürfnissen ein ausgeprägtes Wander- und Radwegenetz Rechnung trägt. Der Europäische Fernwanderweg E11, der von der Nordsee bis zu den masurischen Seen führt, verläuft über Klein Glien und Hagelberg weiter nach Bad Belzig und ist hier weitgehend barrierefrei ausgebaut. Weitere Pflasterwege, Wiesenwege und Sandwege, mal mit offenem Blick über die sanft-hügelige, mittelgebirgsähnliche Landschaft, mal in tiefen Wäldern oder am Waldrand, vorbei an Hecken, Obstbäumen und Feldern, laden Individualreisende zum Wandern ein. Rauschende Bäche oder Seen allerdings finden sich in diesem Teil des ohnehin insgesamt wasserarmen Fläming nicht.
Der Naturpark Hoher Fläming und weitere Anbieter stellen ein breit gefächertes Angebot organisierter, themenbezogener Gruppenausflüge und Wanderungen bereit, die von Findlingstouren und Kräuterwanderungen über Naturerlebnispfade und Dorftouren bis zur kulinarischen Kartoffel-Tour reichen, an der der Gutshof Glien teilnimmt. An der Landstraße zwischen Klein Glien und Hagelberg liegt der Eingang zur Kunstspur Hoher Fläming. Im Jahr 2006 schufen acht Künstler, Künstlergruppen und eine Belziger Schulklasse rund um den Hagelberg Kunstwerke aus Materialien, die die natürliche Umgebung bereitstellt. Unter dem Motto Landart finden sich auf einem 2,5 Kilometer langen Rundkurs Arbeiten wie Leben nach der Eiszeit, Spur der Steine, Weidendurchblick, Wald- und Wiesensofa, Steinschlange oder Labyrinth. Am 5. August 2007 wurde der Kunstwanderweg Hoher Fläming eröffnet, der Bad Belzig und Wiesenburg verbindet und durch Hagelberg führt. Das Kunstwerk „Wasserfall für den Fläming“ wurde unterhalb des Hagelberges realisiert.
Auch ohne Kunstspur und Kartoffeltour sorgt die Landschaft und Ruhe um den höchsten Fläminggipfel, seine Denkmäler und seine historische Bedeutung bereits für erhebliche Anziehung.

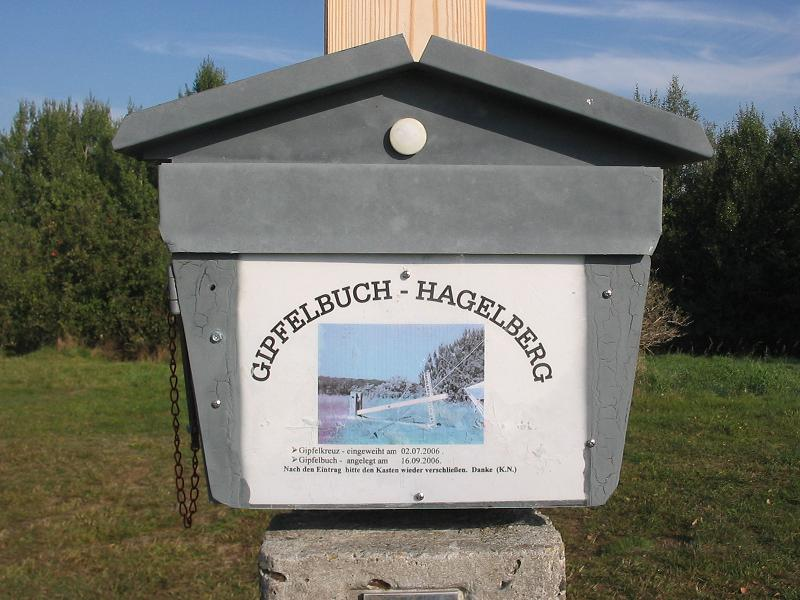
Hagelberg, Gipfelbuch